# Lavans-lès-Saint-Claude
Pour les articles homonymes, voir Lavans et Saint-Claude.
Lavans-lès-Saint-Claude est une commune française située dans le département du Jura, dans la région culturelle et historique de Franche-Comté et la région administrative Bourgogne-Franche-Comté.
Le 1er janvier 2016, elle est créée sous le statut de commune nouvelle, de la fusion de Lavans-lès-Saint-Claude (ancienne commune) et de sa voisine Ponthoux. Le 1er janvier 2019, Pratz rejoint la commune nouvelle.

## Géographie

### Climat
Pour des articles plus généraux, voir Climat de la Bourgogne-Franche-Comté et Climat du département du Jura.
En 2010, le climat de la commune est de type climat de montagne, selon une étude du Centre national de la recherche scientifique s'appuyant sur une série de données couvrant la période 1971-2000. En 2020, Météo-France publie une typologie des climats de la France métropolitaine dans laquelle la commune est exposée à un climat de montagne ou de marges de montagne et est dans la région climatique  Jura, caractérisée par une forte pluviométrie en toutes saisons (1 000 à 1 500 mm/an), des hivers rigoureux et un ensoleillement médiocre. 
Pour la période 1971-2000, la température annuelle moyenne est de 10,4 °C, avec une amplitude thermique annuelle de 17,3 °C. Le cumul annuel moyen de précipitations est de 1 513 mm, avec 12,6 jours de précipitations en janvier et 9,2 jours en juillet. Pour la période 1991-2020, la température moyenne annuelle observée sur la station météorologique de Météo-France la plus proche, « Saint-Claude », sur la commune de Saint-Claude à 6 km à vol d'oiseau, est de 10,3 °C et le cumul annuel moyen de précipitations est de 1 869,2 mm. 
La température maximale relevée sur cette station est de 41 °C, atteinte le 24 juillet 2019 ; la température minimale est de −23,7 °C, atteinte le 12 janvier 1987,,. 
Les paramètres climatiques de la commune ont été estimés pour le milieu du siècle (2041-2070) selon différents scénarios d'émission de gaz à effet de serre à partir des nouvelles projections climatiques de référence DRIAS-2020. Ils sont consultables sur un site dédié publié par Météo-France en novembre 2022.

## Urbanisme

### Typologie
Au 1er janvier 2024, Lavans-lès-Saint-Claude est catégorisée bourg rural, selon la nouvelle grille communale de densité à sept niveaux définie par l'Insee en 2022.
Elle appartient à l'unité urbaine de Coteaux du Lizon, une agglomération intra-départementale regroupant deux  communes, dont elle est ville-centre,,. Par ailleurs la commune fait partie de l'aire d'attraction de Saint-Claude, dont elle est une commune de la couronne,. Cette aire, qui regroupe 18 communes, est catégorisée dans les aires de moins de 50 000 habitants,.

## Histoire
L'histoire de Lavans-lès-Saint-Claude est celle des communes fusionnées dont elle est issue : Lavans-lès-Saint-Claude (ancienne commune) et Ponthoux, la naissance de la commune nouvelle date du 1er janvier 2016. Trois années après, le 1er janvier 2019, la commune de Pratz rejoint les deux communes fusionnées.

## Politique et administration
| Nom                             | Code Insee | Intercommunalité          | Superficie (km2) | Population (dernière pop. légale) | Densité (hab./km2) |
| ------------------------------- | ---------- | ------------------------- | ---------------- | --------------------------------- | ------------------ |
| Lavans-lès-Saint-Claude (siège) | 39286      | CC Haut-Jura Saint-Claude | 11,65            | 1 916 (2013)                      | 164                |
| Ponthoux                        | 39438      | CC Haut-Jura Saint-Claude | 2,18             | 78 (2013)                         | 36                 |
| Pratz                           | 39440      | CC Hers et Ganguise       | 9,85             | 563 (2014)                        | 57                 |

| Période        | Période  | Identité        | Étiquette | Qualité |
| -------------- | -------- | --------------- | --------- | ------- |
| 5 janvier 2016 | En cours | Philippe Passot |           |         |

## Démographie
L'évolution du nombre d'habitants est connue à travers les recensements de la population effectués dans la commune depuis sa création.
En 2022, la commune comptait 2 342 habitants, en évolution de −6,24 % par rapport à 2016 (Jura : −0,81 %, France hors Mayotte : +2,11 %).
| 2018  | 2022  |
| ----- | ----- |
| 2 377 | 2 342 |

## Culture locale et patrimoine
Les informations de cette section sont celles des articles des communes fusionnées : Lavans-lès-Saint-Claude (ancienne commune), Ponthoux et Pratz.